# Deutsche Leichtathletik-Meisterschaften 2001
Die 101. Deutschen Leichtathletik-Meisterschaften wurden vom 29. Juni bis 1. Juli 2001 in Stuttgart ausgetragen. Zum siebten Mal war Stuttgart Gastgeber. Die Meisterschaften wurden zum letzten Mal im Neckarstadion ausgerichtet, da dieses in ein reines Fußball-Stadion umgebaut wurde.

## Wettbewerbe
Erstmals ausgetragen wurde in der Disziplin Straßenlauf neben den Läufen über die Distanzen Halbmarathon, Marathon und 100 km ab 2001 ein Wettbewerb für Frauen und Männer über 10 km.

## Ausgelagerte Disziplinen
Die Meisterschaften in einigen Disziplinen fanden außerhalb dieser Veranstaltung statt, in der folgenden Auflistung in der Abfolge ihrer Austragung benannt:
- Die Crossläufer traten am 3. März in Regensburg an. Es gab je eine Mittel- sowie eine Langstrecke mit Einzel-/Mannschaftswertungen für Frauen und Männer.[2]
- Den Halbmarathon gab es am 24. März in Arnstadt – mit Einzel-/Mannschaftswertung für Frauen und Männer.[3]
- Das 20-km-Gehen (Frauen)/50-km-Gehen (Männer) wurde am 8. April in Naumburg jeweils mit Einzelwertungen sowie einer Teamwertung über die 50-km-Distanz ausgetragen.[4]
- Im 100-km-Straßenlauf wurden die Meister am 12. Mai in Neuwittenbek in der Nähe von Kiel ermittelt. Es gab dabei eine Einzelwertung für Frauen sowie Einzel- und Mannschaftswertungen für Männer.[5]
- Die 10.000-m-Läufe für Frauen und Männer sowie die Langstaffeln – 3 × 800 m (Frauen)/3 × 1000 m (Männer) – wurden am 19. Mai in Kandel ausgetragen.[6]
- Die Männer trafen sich zum 20-km-Gehen am 9. Juni in Eisenhüttenstadt Es wurde einzeln und im Team gewertet.
- Den Berglauf gab es am 23. Juni in Lauf/Achern – mit Einzel-/Mannschaftswertung für Frauen und Männer.[7]
- Die Mehrkämpfer – Siebenkampf (Frauen)/Zehnkampf (Männer) – ermittelten ihre Meister am 25./26. August in Vaterstetten – jeweils mit Einzel-/Mannschaftswertungen.[8]
- Der erstmals ins Programm aufgenommene 10-km-Straßenlauf wurde am 23. September in Troisdorf ausgetragen – mit Einzel-/Mannschaftswertung für Frauen und Männer.[4]
- Der Marathonlauf wurde wieder in einen Stadtmarathon eingebunden, in diesem Jahr in Frankfurt am Main am 28. Oktober. Es gab Einzel- sowie Mannschaftswertungen für Frauen und Männer.

## Sportliche Leistungen
Es gab einen neuen deutschen Rekord (DR):

Stabhochsprung: 4,55 m – Annika Becker (LG Alheimer Rotenburg-Bebra)
Ein besonderes Kunststück gelang Luminita Zaituc. Sie beherrschte die Langstrecken fast komplett mit Siegen über 10.000 m auf der Bahn, im 10-km-Straßenlauf, im Marathonlauf sowie über die Mittel- und auch Langstrecke im Crosslauf. Außerdem holte sie noch Platz zwei auf der Bahn über die 5000 m. Da fehlte einzig der Halbmarathon, bei dem sie nicht am Start war.

## Medaillengewinner Männer
Die folgenden Übersichten fassen die Medaillengewinner zusammen. Eine ausführlichere Übersicht mit den jeweils ersten acht in den einzelnen Disziplinen findet sich unter dem Link Deutsche Leichtathletik-Meisterschaften 2001/Resultate.
| Disziplin                                     | Gold                                                                                       | Leistung       | Silber                                                                                    | Leistung                             | Bronze                                                                              | Leistung              |
| --------------------------------------------- | ------------------------------------------------------------------------------------------ | -------------- | ----------------------------------------------------------------------------------------- | ------------------------------------ | ----------------------------------------------------------------------------------- | --------------------- |
| 100 m                                         | Tim Goebel (ASV Köln)                                                                      | 10,21 s00      | Alexander Kosenkow (TV Wattenscheid 01)                                                   | 10,28 s00                            | Marc Blume (TV Wattenscheid 01)                                                     | 10,29 s00             |
| 200 m (Wind: −0,7)                            | Alexander Kosenkow (TV Wattenscheid 01)                                                    | 20,64 s00      | Tobias Unger (LG Salamander Kornwestheim)                                                 | 20,71 s00                            | Steffen Otto (Team Erfurt)                                                          | 20,92 s00             |
| 400 m                                         | Lars Figura (LG Olympia Dortmund)                                                          | 45,93 s00      | Ingo Schultz (LG Olympia Dortmund)                                                        | 45,95 s00                            | Marc-Alexander Scheer (TSV Bayer 04 Leverkusen)                                     | 46,25 s00             |
| 800 m                                         | René Herms (LSV Pirna)                                                                     | 1:46,81 min    | Tarik Bourrouag (TSV Bayer 04 Leverkusen)                                                 | 1:47,26 min                          | Felix Leiter (TV Wattenscheid 01)                                                   | 1:47,93 min           |
| 1500 m                                        | Wolfram Müller (LSV Pirna)                                                                 | 3:37,61 min    | Franek Haschke (LAC Quelle Fürth/München)                                                 | 3:38,56 min                          | Rüdiger Stenzel (TV Wattenscheid 01)                                                | 3:38,87 min           |
| 5000 m                                        | Jan Fitschen (TV Wattenscheid 01)                                                          | 13:41,75 min   | Sebastian Hallmann (LAC Quelle Fürth/München)                                             | 13:48,43 min                         | Carsten Schütz (TV Wattenscheid 01)                                                 | 14:01,02 min          |
| 10.000 m                                      | Thomas Greger (TV Hatzenbühl)                                                              | 28:41,16 min   | Joachim Rückerl (LAC Quelle Fürth/München)                                                | 29:00,10 min                         | Embaye Hedrit (LAC Quelle Fürth/München)                                            | 29:21,01 min          |
| 10-km-Straßenlauf                             | Terefe Desalegn (G Eintracht Frankfurt)                                                    | 29:00 min00    | Carsten Schütz (TV Wattenscheid 01)                                                       | 29:00 min00                          | Sebastian Bürklein (TV Wattenscheid 01)                                             | 29:03 min00           |
| 10-km-Straßenlauf, Mannschaftswertung         | TV Wattenscheid 01 ICarsten Schütz Sebastian Bürklein Alexander Lubina                     | 1:27:21 h0000  | TV Wattenscheid 01 IIMark Ostendarp Michael Fietz Rüdiger Stenzel                         | 1:28:58 h0000                        | LAC Quelle Fürth/MünchenEmbaye Hedrit Habib Boukechab Joachim Rückerl               | 1:35:59 h0000         |
| Halbmarathon                                  | Carsten Eich (LAC Quelle Fürth/München)                                                    | 1:03:50 h0000  | Stephan Freigang (LC Cottbus)                                                             | 1:04:42 h0000                        | Jens Borrmann (SC DHfK Leipzig)                                                     | 1:04:49 h0000         |
| Halbmarathon, Mannschaftswertung              | SC DHfK LeipzigJens Borrmann Matthias Körner Volker Fritzsch                               | 3:15:40 h0000  | LAC Quelle Fürth/MünchenCarsten Eich Habib Boukechab Joachim Rückerl                      | 3:15:46 h0000                        | TV Wattenscheid 01Sebastian Bürklein Michael Fietz Guido Scholz                     | 3:18:35 h0000         |
| Marathon                                      | Michael Fietz (TV Wattenscheid 01)                                                         | 2:16:23 h0000  | Sebastian Bürklein (TV Wattenscheid 01)                                                   | 2:16:52 h0000                        | Matthias Körner (SC DHfK Leipzig)                                                   | 2:18:52 h0000         |
| Marathon, Mannschaftswertung                  | LG BraunschweigJörn Wagner Matthias Strotmann Robert Langfeld                              | 7:15:41 h0000  | SC DHfK LeipzigMatthias Körner Volker Fritzsch Holger Munkelt                             | 7:15:52 h0000                        | LG Bonn/Troisdorf/NiederkasselMaximilian Bahn Robert-Thomas Koch Rolf Hollain       | 7:21:54 h0000         |
| 100-km-Straßenlauf                            | Rainer Müller (LTF Marpingen)                                                              | 6:38:45 h0000  | Michael Sommer (Eichenkreuz Schwaikheim)                                                  | 6:59:29 h0000                        | Ulrich Amborn (LG Offenbach)                                                        | 7:01:37 h0000         |
| 100-km-Straßenlauf, Mannschaftswertung        | LTF Marpingen IRainer Müller Werner Alles Jörg Hooß                                        | 21:25:20 h0000 | SuS Schalke 96Ludger Garding Thomas Koch Wolfgang Thamm                                   | 24:28:55 h0000                       | LTF Marpingen IIPeter Gräßer Peter Mann Robert Feller                               | 26:35:36 h0000        |
| 110 m Hürden                                  | Mike Fenner (TV Wattenscheid)                                                              | 13,49 s00      | Florian Schwarthoff (OSC Berlin)                                                          | 13,53 s00                            | Claude Edorh (LT DSHS Köln)                                                         | 13,54 s00             |
| 400 m Hürden                                  | Jan Schneider (LG Kindelsberg Kreuztal)                                                    | 49,63 s00      | Stefan Bönisch (LAC Quelle Fürth/München)                                                 | 50,07 s00                            | Jan Reinberg (TSV Bayer 04 Leverkusen)                                              | 50,31 s00             |
| 3000 m Hindernis                              | Ralf Aßmus (SV Creaton Großengottern)                                                      | 8:28,33 min    | Mark Ostendarp (TV Wattenscheid 01)                                                       | 8:37,90 min                          | Filmon Ghirmai (LAZ Pliezhausen)                                                    | 8:40,24 min           |
| 4 × 100 m Staffel                             | SV Salamander KornwestheimAlexander Richling Tobias Unger Christian Schacht Florian Gamper | 39,32 s00      | TV Wattenscheid 01Benjamin Parkes Mark Blume Alexander Kosenkow Sulschek                  | 39,57 s00                            | LG Eintracht FrankfurtRainer Holzschuh Kay Kienzler Christian Brüning Anthony Viel  | 40,50 s00             |
| 4 × 400 m Staffel                             | LG Olympia DortmundJens Dautzenberg Ingo Schultz Michael Dragu Lars Figura                 | 3:05,66 min    | TSV Bayer 04 LeverkusenRené Oblong Klaus Ehrnsperger Daniel Hechler Mark-Alexander Scheer | 3:06,65 min                          | LAC Quelle Fürth/MünchenSebastian Bönisch Ruwen Faller Dennis Franke Nico Motchebon | 3:06,91 min           |
| 3 × 1000-m-Staffel                            | TSV Bayer LeverkusenBenedikt Nolte Mario Kröckert Tarik Bourrouag                          | 7:14,86 min    | SV Saar 05 SaarbrückenStefan Eberle Marcus Schlecht Marc Brede                            | 7:15,20 min                          | SV Creaton GroßengotternMartin Uhlich Torsten Kühn Ralf Aßmus                       | 7:15,66 min           |
| 10.000-m-Bahngehen                            | Andreas Erm (TV Friesen Naumburg)                                                          | 40:42,00 min   | Jan Albrecht (Apoldaer LV)                                                                | 42:08,22 min                         | Frank Werner (Team Erfurt)                                                          | 43:08,75 min          |
| 20-km-Gehen                                   | Andreas Erm (TV Friesen Naumburg)                                                          | 1:19:32 h0000  | André Höhne (LG Nike Berlin)                                                              | 1:22:49 h0000                        | Denis Trautmann (LGV Gleina)                                                        | 1:24:17 h0000         |
| 20-km-Gehen, Mannschaftswertung               | LAC Quelle Fürth/MünchenDenis Franke Michael Lohse Steffen Borsch                          | 4:36:43 h0000  | LGV GleinaDenis Trautmann Mike Trautmann Frank Putzer                                     | 4:38:57 h0000                        | Team ErfurtFrank Werner Ronald Papst Karsten Staedler                               | 4:54:30 h0000         |
| 50-km-Gehen                                   | Denis Franke (LAC Quelle Fürth/München)                                                    | 4:00:00 h0000  | Michael Lohse (LAC Quelle Fürth/München)                                                  | 4:07:44 h0000                        | Mike Trautmann (LGV Gleina)                                                         | 4:11:34 h0000         |
| 50-km-Gehen, Mannschaftswertung – inoffiziell | LAC Quelle Fürth/MünchenDenis Franke Michael Lohse Steffen Borsch                          | 13:01:55 h0000 | keine offizielle Mannschaftswertung,                                                      | keine offizielle Mannschaftswertung, | da nur 1 Team im Ziel                                                               | da nur 1 Team im Ziel |
| Hochsprung                                    | Martin Buß (TSV Bayer 04 Leverkusen)                                                       | 2,30 m         | Wolfgang Kreißig (MTG Mannheim)                                                           | 2,24 m                               | Roman Fricke (TSV Bayer 04 Leverkusen)                                              | 2,14 m                |
| Stabhochsprung                                | Richard Spiegelburg (TSV Bayer 04 Leverkusen)                                              | 5,85 m         | Danny Ecker (TSV Bayer 04 Leverkusen)                                                     | 5,85 m                               | Lars Börgeling (TSV Bayer 04 Leverkusen)                                            | 5,80 m                |
| Weitsprung                                    | Schahriar Bigdeli (TSV Bayer 04 Leverkusen)                                                | 8,05 m         | Kofi Amoah Prah (LG Nike Berlin)                                                          | 7,90 m                               | Andreas Pohle (Team Erfurt)                                                         | 7,77 m                |
| Dreisprung                                    | Thomas Moede (Berliner LG Ost)                                                             | 16,90 m        | Hrvoje Verzi (LAC Quelle Fürth/München)                                                   | 16,34 m                              | Andreas Pohle (Team Erfurt)                                                         | 16,09 m               |
| Kugelstoßen                                   | Oliver-Sven Buder (MTV Ingolstadt)                                                         | 19,97 m        | Ralf Bartels (SC Neubrandenburg)                                                          | 19,52 m                              | Michael Mertens (Hannover 96)                                                       | 19,42 m               |
| Diskuswurf                                    | Lars Riedel (LAC Erdgas Chemnitz)                                                          | 67,28 m        | Michael Möllenbeck (TV Wattenscheid 01)                                                   | 67,17 m                              | Michael Lischka (LG Eintracht Frankfurt)                                            | 62,45 m               |
| Hammerwurf                                    | Karsten Kobs (TV Wattenscheid 01)                                                          | 75,71 m        | Holger Klose (LG Eintracht Frankfurt)                                                     | 74,25 m                              | Markus Esser (TSV Bayer 04 Leverkusen)                                              | 73,87 m               |
| Speerwurf                                     | Peter Blank (LG Eintracht Frankfurt)                                                       | 88,70 m        | Raymond Hecht (SC Magdeburg)                                                              | 84,84 m                              | Boris Henry (SV Saar 05 Saarbrücken)                                                | 81,84 m               |
| Zehnkampf                                     | Jörg Goedicke (Berliner Sport-Club)                                                        | 7801 P         | Philip Ibe (TSV Bayer 04 Leverkusen)                                                      | 7696 P                               | Peter Hargasser (LG Domspitzmilch Regensburg)                                       | 7529 P                |
| Zehnkampf, Mannschaftswertung                 | LT DSHS KölnMatthias Spahn Mark Schumacher Holger Loogen                                   | 22.548 P       | LG Domspitzmilch RegensburgPeter Hargasser Bernhard Floder Wolfgang Hübl                  | 21.744 P                             | TSV EltingenReiner Hauser Christian Grau Oliver Habeland                            | 19.343 P              |
| Crosslauf Mittelstrecke – 3,9 km              | Jens Borrmann (SC DHfK Leipzig)                                                            | 12:29 min00    | Guido Streit (TSV Bayer 04 Leverkusen)                                                    | 12:40 min00                          | Damian Kallabis (SCC Berlin)                                                        | 12:44 min00           |
| Crosslauf Mittelstrecke, Mannschaftswertung   | LAC Quelle Fürth/MünchenJoachim Rückerl Christian Knoblich Embaye Hedrit                   | Pl.-Ziff. 47   | LAV RostockMatthias Weippert Ulf Wendler Christian Köhler                                 | Pl.-Ziff. 50                         | SCC BerlinDamian Kallabis Michael Gottschalk Ingo Ortel                             | Pl.-Ziff. 61          |
| Crosslauf Langstrecke – 10,0 km               | André Green (LG Wedel-Pinneberg)                                                           | 32:02 min00    | Thorsten Naumann (USC Mainz)                                                              | 32:11 min00                          | Sebastian Hallmann (LAC Quelle Fürth/München)                                       | 32:28 min00           |
| Crosslauf Langstrecke, Mannschaftswertung     | LG BraunschweigRobert Langfeld Jürgen Kerl Georg Diettrich                                 | Pl.-Ziff. 30   | LAC Quelle Fürth/MünchenSebastian Hallmann Habib Boukechab Dirk Nürnberger                | Pl.-Ziff. 41                         | LG Wedel-PinnebergAndré Green Uwe Schimkus Eicke Manuel Rodriguez                   | Pl.-Ziff. 57          |
| Berglauf – 11,5 km                            | Thomas Greger (TV Hatzenbüh)                                                               | 46:39 min00    | Manfred Dusold (LG Bamberg)                                                               | 49:02 min00                          | Christian Englert (TV Hatzenbühl)                                                   | 49:32 min00           |
| Berglauf, Mannschaftswertung                  | TV HatzenbühlThomas Greger Christian Englert Christoph Fuhrbach                            | 2:29:38 h0000  | USC FreiburgMarkus Jenne Max Frei Markus Bohmann                                          | 2:33:09 h0000                        | SVO Leichtathletik GermaringenMartin Sambale Helmut Strobl Walter Ernst             | 2:35:15 h0000         |

## Medaillengewinner Frauen
| Disziplin                                   | Gold                                                                           | Leistung       | Silber                                                                     | Leistung       | Bronze                                                               | Leistung                          |
| ------------------------------------------- | ------------------------------------------------------------------------------ | -------------- | -------------------------------------------------------------------------- | -------------- | -------------------------------------------------------------------- | --------------------------------- |
| 100 m                                       | Gabi Rockmeier (LG Olympia Dortmund)                                           | 11,17 s00      | Melanie Paschke (TV Wattenscheid 01)                                       | 11,24 s00      | Sina Schielke (LG Olympia Dortmund)                                  | 11,25 s00                         |
| 200 m                                       | Gabi Rockmeier (LG Olympia Dortmund)                                           | 22,68 s00      | Birgit Rockmeier (LG Olympia Dortmund)                                     | 22,90 s00      | Sina Schielke (LG Olympia Dortmund)                                  | 23,04 s00                         |
| 400 m                                       | Grit Breuer (SC Magdeburg)                                                     | 49,78 s00      | Florence Ekpo-Umoh (USC Mainz)                                             | 51,13 s00      | Shanta Ghosh (LC Rehlingen)                                          | 51,25 s00                         |
| 800 m                                       | Ivonne Teichmann (SC Magdeburg)                                                | 2:01,78 min    | Simone Beutelspacher (VfL Sindelfingen)                                    | 2:03,02 min    | Monika Gradzki (TV Wattenscheid 01)                                  | 2:03,03 min                       |
| 1500 m                                      | Kathleen Friedrich (LAC Erdgas Chemnitz)                                       | 4:15,17 min    | Kristina da Fonseca-Wollheim (LG Eintracht Frankfurt)                      | 4:16,23 min    | Ivonne Teichmann (SC Magdeburg)                                      | 4:17,54 min                       |
| 5000 m                                      | Sabrina Mockenhaupt (LG Sieg)                                                  | 16:04,27 min   | Luminita Zaituc (LG Braunschweig)                                          | 16:04,35 min   | Melanie Schulz (SV Creaton Großengottern)                            | 16:08,16 min                      |
| 10.000 m                                    | Luminita Zaituc (LG Braunschweig)                                              | 32:35,90 min   | Petra Wassiluk (ASC Darmstadt)                                             | 32:41,72 min   | Melanie Kraus (TSV Bayer 04 Leverkusen)                              | 32:51,07 min                      |
| 10-km-Straßenlauf                           | Luminita Zaituc (LG Braunschweig)                                              | 32:40 min00    | Claudia Dreher (TV Friesen Naumburg)                                       | 33:19 min00    | Manuela Zipse (LC Rothaus Breisgau)                                  | 34:27 min00                       |
| 10-km-Straßenlauf, Mannschaftswertung       | LG BraunschweigLuminita Zaituc Birte Bultmann Victoria Willcox-Heidner         | 1:44:57 h0000  | LAV RostockCarmen Siewert Ulrike Maisch Susanne Knispel                    | 1:46:19 h0000  | LG Nike BerlinAnja Carlsohn Angela Hänsel Manuela Edler              | 1:48:00 h0000                     |
| Halbmarathon                                | Petra Wassiluk (LG Eintracht Frankfurt)                                        | 1:10:36 h0000  | Sonja Oberem geb. Krolik (TSV Bayer 04 Leverkusen)                         | 1:11:13 h0000  | Michaela Möller (LG Ratio Münster)                                   | 1:14:15 h0000                     |
| Halbmarathon, Mannschaftswertung            | LG SeesenInes Cronjäger Kerstin Brünig Karola Weiglein                         | 3:56:36 h0000  | LG Domspitzmilch RegensburgEllen Schöner Gaby Pfandorfer Eva Karg          | 4:09:55 h0000  | LAV RostockUlrike Maisch Susanne Knispel Michaela Seebahn            | 4:10:26 h0000                     |
| Marathon                                    | Luminita Zaituc (LG Braunschweig)                                              | 2:26:01 h0000  | Melanie Kraus (TSV Bayer 04 Leverkusen)                                    | 2:31:29 h0000  | Petra Wassiluk (LG Eintracht Frankfurt)                              | 2:32:59 h0000                     |
| Marathon, Mannschaftswertung                | LG Domspitzmilch RegensburgEllen Schöner Monika Hirt Katharina Kaufmann        | 8:29:43 h0000  | LSG KarlsruheUlrike Hoeltz Heike Bittler Christa Schäfer                   | 8:53:34 h0000  | TuS GriesheimGabi Reindl Gaby Pfandorfer Sophie Berkmiller           | 8:55:58 h0000                     |
| 100-km-Straßenlauf                          | Birgit Lennartz-Lohrengel (LLG St. Augustin)                                   | 7:28:31 h0000  | Tanja Schäfer (LTF Marpingen)                                              | 7:46:28 h0000  | Anke Drescher (SSC Hanau-Rodenbach)                                  | 8:17:50 h0000                     |
| 100-km-Straßenlauf, Mannschaftswertung      | SSC Hanau-RodenbachAnke Drescher Katharina Janicke Andrea Neumer               | 26:50:12 h0000 | LG Nord BerlinHelga Backhaus Heike Pawzik Simone Gernetzky                 | 31:35:58 h0000 | nur 2 Mannschaften in der Wertung                                    | nur 2 Mannschaften in der Wertung |
| 100 m Hürden                                | Kirsten Bolm (LT DSHS Köln)                                                    | 12,98 s00      | Juliane Sprenger (LG Kindelsberg Kreuztal)                                 | 13,17 s00      | Nadine Hentschke (Team Niederrhein)                                  | 13,32 s00                         |
| 400 m Hürden                                | Heike Meißner (LAC Erdgas Chemnitz)                                            | 55,03 s00      | Maren Schott (TSV Bayer 04 Leverkusen)                                     | 55,44 s00      | Stephanie Kampf (VfL Sindelfingen)                                   | 55,86 s00                         |
| 4 × 100 m Staffel                           | LG Olympia DortmundKatchi Habel Birgit Rockmeier Sina Schielke Gabi Rockmeier  | 42,99 s00      | LG WeserberglandNicole Müller Nicole Marahrens Annette Thimm Silke Perkuhn | 44,55 s00      | LT DSHS KölnSabine Siepelt Kirsten Bolm Sandra Schiffers Alice Reuss | 44,67 s00                         |
| 4 × 400 m Staffel                           | TSV Bayer 04 LeverkusenDagmar de Haan Maren Schott Ulrike Urbansky Anke Feller | 3:33,16 min    | Team ErfurtJana Hartmann Anja Knippel Doreen Harstick Nancy Kette          | 3:35,90 min    | USC MainzAndrea Luy Julia Wollstadt Mona Steigauf Florence Ekpo-Umoh | 3:36,46 min                       |
| 3 × 800-m-Staffel                           | TSV Bayer 04 LeverkusenSigrid Bühler Dagmar de Haan Maren Schott               | 6:26,99 min    | SG TSV Kronshagen/Kieler TBSusanne Mess Bente General Wiebke Klauder       | 6:32,76 min    | LSG AalenAnnette Beck Sonja Lang Carolin Raunft                      | 6:38,30 min                       |
| 5000-m-Bahngehen                            | Melanie Seeger (SC Potsdam)                                                    | 21:20,76 min   | Andrea Meloni (Diezer TSK Oranien)                                         | 22:38,47 min   | Annett Amberg (LAZ Leipzig)                                          | 23:46,81 min                      |
| 20-km-Gehen                                 | Melanie Seeger (SC Potsdam)                                                    | 1:30:52 h0000  | Andrea Meloni (Diezer TSK Oranien)                                         | 1:36:13 h0000  | Stephanie Panzig (Berliner LG Ost)                                   | 1:42:30 h0000                     |
| Hochsprung                                  | Alina Astafei (MTG Mannheim)                                                   | 1,84 m000      | Miriam Bielert (LBV Phönix Lübeck)                                         | 1,84 m         | Katja Schötz (LC Cottbus)                                            | 1,84 m                            |
| Stabhochsprung                              | Annika Becker (LG Alheimer Rotenburg-Bebra)                                    | 4,55 m DR      | Carolin Hingst (LG Donau-Ries)                                             | 4,50 m         | Nicole Humbert geb. Rieger (ABC Ludwigshafen)                        | 4,30 m                            |
| Weitsprung                                  | Heike Drechsler geb. Daute (Karlsruher SC)                                     | 6,65 m000      | Inga Leiwesmeier (LC Paderborn)                                            | 6,35 m         | Bianca Kappler (Halstenbeker Turnerschaft)                           | 6,34 m                            |
| Dreisprung                                  | Nicole Herschmann (OSC Berlin)                                                 | 13,53 m000     | Katja Umlauft (LG Nike Berlin)                                             | 13,53 m        | Henny Gastel (SV Halle)                                              | 13,38 m                           |
| Kugelstoßen                                 | Nadine Kleinert (SC Magdeburg)                                                 | 18,68 m000     | Nadine Beckel (Schweriner SC)                                              | 17,50 m        | Kathleen Kluge (Hallesche Leichtathletik-Freunde)                    | 17,03 m                           |
| Diskuswurf                                  | Franka Dietzsch (SC Neubrandenburg)                                            | 63,31 m000     | Anja Möllenbeck geb. Gründler (TV Wattenscheid 01)                         | 62,31 m        | Katja Schreiber (LAZ Leipzig)                                        | 55,41 m                           |
| Hammerwurf                                  | Kirsten Münchow (LG Eintracht Frankfurt)                                       | 66,72 m000     | Susanne Keil (LG Eintracht Frankfurt)                                      | 65,53 m        | Andrea Bunjes (SV Holtland)                                          | 63,02 m                           |
| Speerwurf                                   | Steffi Nerius (TSV Bayer 04 Leverkusen)                                        | 61,26 m000     | Dörthe Friedrich (LG Karlsruhe)                                            | 60,39 m        | Jana Woytkowska (Hallesche Leichtathletik-Freunde)                   | 55,62 m                           |
| Siebenkampf                                 | Karin Ertl geb. Specht (LAC Quelle Fürth/München)                              | 6152 P         | Beatrice Mau (Mellendorfer TV)                                             | 6026 P         | Sabine Krieger (MTV Ingolstadt)                                      | 6009 P                            |
| Siebenkampf, Mannschaftswertung             | SSV Ulm 1846Ulrike Hebestreit Andrea Kopp Tina Gruhler                         | 14.619 P       | LC Rothaus BreisgauKatja Schütz Kerstin Dewaldt Susanne Fendrich           | 13.018 P       | VfL KamenAnja Höcke Sabine Pelka Annika Stock                        | 12.729 P                          |
| Crosslauf, Mittelstrecke – 3,9 km           | Luminita Zaituc (LG Braunschweig)                                              | 14:25 min00    | Christine Stief (LAC Quelle Fürth/München)                                 | 14:29 min00    | Melanie Klein-Arndt (ASC Rosellen/Neuss)                             | 14:33 min00                       |
| Crosslauf Mittelstrecke, Mannschaftswertung | LG BraunschweigLuminita Zaituc Birte Bultmann Victoria Willcox-Heidner         | Pl.-Ziff. 22   | ASC Rosellen/NeussMelanie Klein-Arndt Christiane Soeder Susanne Wildner    | Pl.-Ziff. 24   | LG Domspitzmilch RegensburgEllen Schöner Elke Lorenz Fakja Hofmann   | Pl.-Ziff. 32                      |
| Crosslauf, Langstrecke – 6,7 km             | Luminita Zaituc (LG Braunschweig)                                              | 24:37 min00    | Susanne Ritter (LG Bonn/Troisdorf/Niederkassel)                            | 24:44 min00    | Sabrina Mockenhaupt (LG Sieg)                                        | 24:53 min00                       |
| Crosslauf Langstrecke, Mannschaftswertung   | ASC Rosellen/NeussStefanie Buss Ute Jenke Bettina Schmidt                      | Pl.-Ziff. 46   | SV Saar 05 SaarbrückenAndrea Hahn Marion Jakobs Sandra Altmeyer            | Pl.-Ziff. 47   | nur 2 Mannschaften in der Wertung                                    | nur 2 Mannschaften in der Wertung |
| Berglauf – 11,5 km                          | Stefanie Buss (ASC Rosellen/Neuss)                                             | 58:41 min00    | Ellen Schöner (LG Domspitzmilch Regensburg)                                | 59:36 min00    | Tina Walter (DJK Schwäbisch Gmünd)                                   | 59:58 min00                       |
| Berglauf, Mannschaftswertung                | ASC Rosellen/NeussStefanie Buss Susanne Wildner Melanie Klein-Arndt            | 3:07:20 h0000  | LG Domspitzmilch RegensburgEllen Schöner Eva Karg Gabi Reindl              | 3:15:34 h0000  | SSC Hanau-RodenbachAlexandra Bott Lisa Reisinger Simone Stöppler     | 3:27:06 h0000                     |